# Cécile Ernst
Cécile Ernst (* 12. Mai 1926; † 22. April 2002) war eine Schweizer Psychiaterin.
Ernst arbeitete bei der Psychiatrischen Universitätsklinik Zürich. 1972 veröffentlichte sie Teufelaustreibungen, ihr erfolgreichstes Buch. Mit Jules Angst sowie mit Nikolaus von Luckner machte sie umstrittene Persönlichkeitstests mit Kindern. Sie war Mitglied einer Schweizer Arbeitsgruppe zur Sterbehilfe.